# Gilbert Doho
Pour les articles homonymes, voir Doho.
 (juin 2025).
La mise en forme du texte ne suit pas les recommandations de Wikipédia : il faut le « wikifier ».
Les points d'amélioration suivants sont les cas les plus fréquents :
- Les titres sont pré-formatés par le logiciel. Ils ne sont ni en capitales, ni en gras.
- Le texte ne doit pas être écrit en capitales (les noms de famille non plus), ni en gras, ni en italique, ni en « petit »…
- Le gras n'est utilisé que pour surligner le titre de l'article dans l'introduction, une seule fois.
- L'italique est rarement utilisé : mots en langue étrangère, titres d'œuvres, noms de bateaux, etc.
- Les citations ne sont pas en italique mais en corps de texte normal. Elles sont entourées par des guillemets français : « et ».
- Les listes à puces sont à éviter, des paragraphes rédigés étant largement préférés. Les tableaux sont à réserver à la présentation de données structurées (résultats, etc.).
- Les appels de note de bas de page (petits chiffres en exposant, introduits par l'outil «  Source ») sont à placer entre la fin de phrase et le point final[comme ça].
- Les liens internes (vers d'autres articles de Wikipédia) sont à choisir avec parcimonie. Créez des liens vers des articles approfondissant le sujet. Les termes génériques sans rapport avec le sujet sont à éviter, ainsi que les répétitions de liens vers un même terme.
- Les liens externes sont à placer uniquement dans une section « Liens externes », à la fin de l'article. Ces liens sont à choisir avec parcimonie suivant les règles définies. Si un lien sert de source à l'article, son insertion dans le texte est à faire par les notes de bas de page.
- La présentation des références doit suivre les conventions bibliographiques. Il est recommandé d'utiliser les modèles {{Ouvrage}}, {{Chapitre}}, {{Article}}, {{Lien web}} et/ou {{Bibliographie}}. Le mode d'édition visuel peut mettre en forme automatiquement les références.
- Insérer une infobox (cadre d'informations à droite) n'est pas obligatoire pour parachever la mise en page.

Pour une aide détaillée, merci de consulter Aide:Wikification.
Si vous pensez que ces points ont été résolus, vous pouvez retirer ce bandeau et améliorer la mise en forme d'un autre article.
 (juin 2025).
Motif : Où sont les sources secondaires, centrées et indépendantes qui montrent que les critères d'admissibilité sont atteints ? The daily, journal de l'université où il a enseigné, est une source primaire.
- Archive Wikiwix
- Bing
- Cairn
- DuckDuckGo
- E. Universalis
- Gallica
- Google
- G. Books
- G. News
- G. Scholar
- Persée
- Qwant
- (zh) Baidu
- (ru) Yandex

| 1. | Préciser le motif de la pose du bandeau. | Précisez le motif de la pose du bandeau en utilisant la syntaxe suivante : {{admissibilité à vérifier\|date=juillet 2025\|motif=remplacez ce texte par le motif}}                 |
| 2. | Informer les utilisateurs concernés.     | Pensez à avertir le créateur de l'article, par exemple, en insérant le code ci-dessous sur sa page de discussion : {{subst:avertissement admissibilité à vérifier\|Gilbert Doho}} |

Gilbert Doho (né en 1960 à Yaoundé, Cameroun – décédé le 20 décembre 2023 à Cleveland, Ohio, États-Unis) était un universitaire, écrivain, dramaturge et spécialiste des études francophones. Professeur agrégé de français et directeur du programme d'études ethniques à l'université Case Western Reserve aux États-Unis, il était reconnu pour ses recherches sur le théâtre africain, le cinéma et les dynamiques sociopolitiques en Afrique centrale.

## Biographie
Gilbert Doho est né en 1960 à Yaoundé, Cameroun. Il a obtenu son doctorat d'État à l'Université Sorbonne Nouvelle à Paris. Il a enseigné à l'Université de Yaoundé I au Cameroun et à l'Université d'État de New York à Albany, avant de rejoindre Case Western Reserve University, où il a exercé pendant plus de 20 ans jusqu'à son décès en décembre 2023.

## Œuvres majeures
Gilbert Doho a publié plusieurs ouvrages académiques et littéraires, notamment :
- Le Code de l’indigénat ou le fondement des États autocratiques en Afrique francophone

Cet ouvrage analyse les ordonnances coloniales françaises utilisées pour contrôler et punir les populations indigènes, en examinant leur impact sur la construction des États postcoloniaux en Afrique.
- People Theater and Grassroots Empowerment in Cameroon

Dans ce livre, Doho explore l'histoire du théâtre populaire au Cameroun et présente des ateliers communautaires qu'il a organisés pour aborder des questions sociales telles que la déforestation, les mariages forcés et les droits des femmes.
- Capital Culture: Perspectives in Ethnic Studies II

Coécrit avec Cheryl Toman, cet ouvrage réunit des essais sur des thèmes tels que l'immigration, la guerre, la prostitution et la marginalisation, en explorant le concept de "capital culturel" dans différentes sociétés.
- Le Chien noir

Ce roman historique aborde le quasi-génocide des Bamilékés au lendemain de l'indépendance du Cameroun en 1960, en mettant en lumière les pratiques de délation et de persécution ethnique.
- Désastre à Fodong

Un roman semi-historique qui traite des rivalités interethniques dans les Grassfields camerounaises, mettant en avant la quête de paix et d'identité face aux pouvoirs hégémoniques.
- Zintgraff and the Battle of Mankon

Coécrit avec Bole Butake, cet ouvrage explore le conflit anglophone au Cameroun à travers une perspective critique et engagée.

## Engagement civique et académique
En plus de son activité littéraire, Gilbert Doho s'est impliqué dans la société civile camerounaise. En tant que membre du comité de coordination de la Commission nationale anti-corruption (CONAC), il a œuvré pour la promotion de l'intégrité et la lutte contre la corruption, notamment en animant des clubs d'intégrité dans les établissements d'enseignement supérieur.
En tant que professeur et chercheur, Doho a encouragé ses étudiants à s'engager dans des projets de terrain, notamment en matière de santé reproductive au Cameroun. Son engagement envers la justice sociale et son souci du bien-être des autres étaient évidents tout au long de sa carrière.

## Décès et héritage
Gilbert Doho est décédé le 20 décembre 2023 à Cleveland, Ohio, États-Unis. Il a été inhumé à Yabassi, son village natal, après une cérémonie qui a rendu hommage à son engagement culturel et citoyen.
Son héritage perdure à travers ses écrits et son action en faveur de l'intégrité et de la justice sociale.